# George Papp
George Edward Papp (20 de janeiro de 1916 – 8 de agosto de 1989), foi um artista de livro em quadrinhos americano. Mais conhecido como um dos principais artistas do recurso de longa duração Superboy para DC Comics, Papp também co-criou o Arqueiro Verde, junto com Mort Weisinger, e Congo Bill, juntamente com o escritor Whitney Ellsworth.
Papp começou sua carreira nos quadrinhos com o recurso ocasional e desenhos animados em questões iniciais da família do Superman dos quadrinhos. Pep Morgan,Congo Bill (mais tarde Congorilla) e Clipe Carson foram os primeiros recursos que ele trabalhou por Action Comics. O Arqueiro Verde fez sua primeira aparição no More Fun Comics #73 (Novembro de 1941). Papp se alistou no exército americano durante a Segunda Guerra Mundial. Ele desenhou o recurso Superboy de 1958-1967, trabalhando em uma variedade de personagens memoráveis, incluindo primeiras aparições da Legião dos Super-Heróis. Papp foi demitido pela DC em 1968, juntamente com muitos outros escritores DC proeminentes e artistas que fizeram exigências à benefícios de saúde e aposentadoria.

## Histórias notáveis
- Adventure Comics #258: "Superboy Meets the Young Green Arrow"

## Coleções
Estes livros contém histórias ilustradas por Papp:
- Legion of Super-Heroes: Archives 1
- Legion of Super-Heroes: Archives 3
- Legion of Super-Heroes: Archives 4
- Legion of Super-Heroes: Archives 5
- Legion of Super-Heroes: Archives 6
- Legion of Super-Heroes: Archives 8
- Showcase Presents: Green Arrow 1
- Superboy #147 80-Page Giant
- Superman in the Sixties
- Superman vs. Lex Luthor
- The Greatest Superman Stories Ever Told
- The Seven Soldiers of Victory: Archives 1